# هنری بدیمو
هنری بدیمو (انگلیسی: Henri Bedimo؛ زاده ۴ ژوئن ۱۹۸۴) یک بازیکن فوتبال اهل کامرون است.